# Liste des sentiers de grande randonnée d'Espagne
Voici une liste des sentiers de grande randonnée d'Espagne :
- GR 6 : Parcours de Barcelone à Montserrat.
- GR 7 : Parcours d'Andorre à Gibraltar.
- GR 11 : Traversée de la chaîne des Pyrénées reliant le golfe de Gascogne (cabo Higuer) à la mer Méditerranée (cap de Creus)
- GR 14 : Longe le Douro de sa source à Duruelo de la Sierra à la frontière hispano-portugaise à Vega Terrón.
- GR 92 : Traversée Nord-Sud de la Catalogne de Portbou à Ulldecona
- GR 131 : Traversée de l'île de La Palma
- GR 142 : Sentiers de l’Alpujarra, dans les provinces de l’Almería et de Grenade
- GR 160 : Le chemin du Cid.
- GR 210 : Camí vora Ter, en Catalogne. De la Méditerranée aux Pyrénées, le long de la vallée de la Ter
- GR 222, à Majorque, d'Artà au Monastère de Lluc
- GR 221 ou Route de la pierre sèche (Ruta de pedra en sec), à Majorque, traverse la Sierra de Tramuntana, de Port d'Andratx à Pollensa
- GR 236 : Route des Monastères de Valence, dans la Communauté valencienne